# Лобойківка
Лобо́йківка — село в Україні, у Петриківській селищній громаді Дніпровського району Дніпропетровської області. Населення за переписом 2001 року становить 3 047 осіб.

## Географія
Село Лобойківка розташоване за 3 км від лівого берега річки Оріль, вище за течією примикає село Мала Петриківка, нижче за течією на відстані 4 км розташоване село Балівка, на протилежному березі — село Єлизаветівка. У селі та навколо нього багато озер — залишки старого річища річки Оріль. До села примикає великий масив ставків рибного господарства (~ 1000 га). Через село проходять автомобільні дороги Т 0414 і Н31. 

## Назва
Колись давно, ще за часів козацтва, жив козак Василь Лобойко. Він був хорошою, доброю і сміливою людиною. Служив він простим козаком на острові Мала Хортиця. Був одним з найкращих козаків, ходив у військові походи, головною метою яких зробити вільною та незалежною Україну. В одному бою козака Василя Лобойка було поранено. Після цього поранення він не зміг більше служити козаком та й був вже не молодий, тому пішов на пошуки місця для життя. Зупинився у невеликому хуторі, де жили люди привітні та добрі
Почав Василь там жити в мирі й спокої. Часто до нього бігали діти й розпитували життя козаків. Василь Лобойко з гордістю розповідав про відважних товаришів, про те, як вони будували Січ та як відправляли на своїх легендарних човнах-чайках в морські походи до Туреччини.
Також він розповідав, як людей приймають в козаки, як нелегко бути козаком, адже кожного дня на них чекали тяжкі випробування. Діти з радістю слухали його цікаві розповіді. Невдовзі старий козак помер від тяжких ран. Та люди довго пам'ятали про мужнього воїна. І до цього часу в селі живуть нащадки Лобойка, які з гордістю носять славне прізвище — Лобойко. А село на його честь зветься Лобойківкою.

## Історія
Часом заснування села вважається XVIII ст. Першим поселенцем у степах Петриківки була сім'я Лобойко. На прізвисько першого поселенця і було названо поселення Лобойківка. В 1793 році Лобойківка входила до складу Петриківки.
Станом на 1886 рік в селі Петриківської волості Новомосковського повіту мешкало 660 осіб, налічувалось 100 дворів, існували православна церква, школа, поштова станція, відбувалось 2 ярмарки на рік.
За переписом 1897 року кількість мешканців зросла до 692 осіб (343 чоловічої статі та 349 — жіночої), з яких 692 — православної віри.
В 1870 році відкрилася перша церква і церковнопарафіяльна школа, в 1912 році — семирічна школа.

## Археологія
Біля села пам'ятка археології національного значення — Курган Могила-Майдан середній. Розкопки проведені 1966 року виявили найбільший у регіоні скарб бронзових виробів. Тут також є бронзове поселення Лобойківка-1, розкопане у 2007 року археологом Володимиром Ромашко.
Комплекс культових предметів з поховання катакомбної культури: молоткоподібні шпильки, намисто з кісток хижака, що датуються серединою II тисячоліття до Р.Х. з кургану 2, поховання.

## Сьогодення
На території села налічується 15 магазинів та кіосків, 7 кафе — барів, 10 сільськогосподарських формувань та 17 фермерських господарств.
Працює дитячий садок, лікарня, поштове відділення зв’язку, аптека, Будинок культури, Лобойківська бібліотека, якій у 2008 році виповнилось 60 років. У центрі села знаходиться стадіон, де Лобойківська команда «Арарат» проводить свої матчі. Спортивні тренування проходять у спортивному залі при Будинку культури.
Всі православні обряди проходять у Свято-Преображенському храмі.
Гостинно зустрічає дітей Лобойківська середня загальноосвітня школа. Навчально – виховний процес здійснюють досвідчені педагоги.
Лобойківка — село, можна сказати, приміське, і в цьому його специфіка; багато сільських жителів працює на Балівському хлібокомбінаті та ЖБІ, на птахофабриці «Оріль – Лідер», ПМК-43, тепличному комбінаті, а також у місті. Та й традиційна психологія селянина вже дещо змінилася: люди займаються переважно торгівлею.

## Населення

### Мова
Розподіл населення за рідною мовою за даними перепису 2001 року:
| Мова            | Кількість | Відсоток |
| --------------- | --------- | -------- |
| українська      | 2899      | 95.14%   |
| російська       | 123       | 4.04%    |
| вірменська      | 12        | 0.39%    |
| білоруська      | 8         | 0.26%    |
| румунська       | 2         | 0.07%    |
| інші/не вказали | 3         | 0.10%    |
| Усього          | 3047      | 100%     |

## Економіка
- СТОВ «Батьківщина».
- СТОВ «Більшовик».
- ППФ «Оріон».
- СТОВ «Україна-2001».
- ТОВ НВП «Дніпровське».

## Об'єкти соціальної сфери
- Лобойківська середня загальноосвітня школа
- Дитячий садочок.
- Будинок культури.

## Галерея

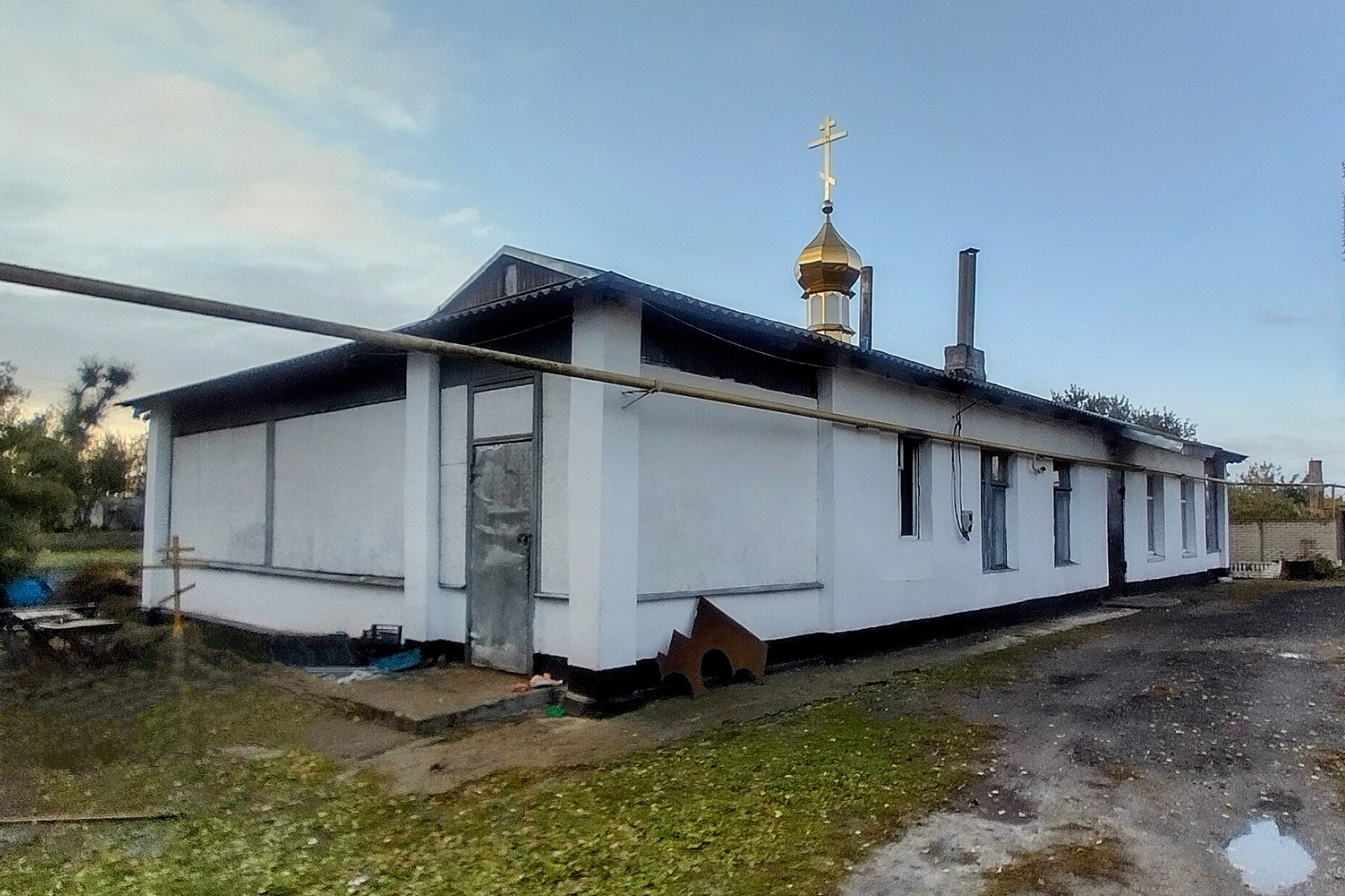
Свято-Преображенський храм
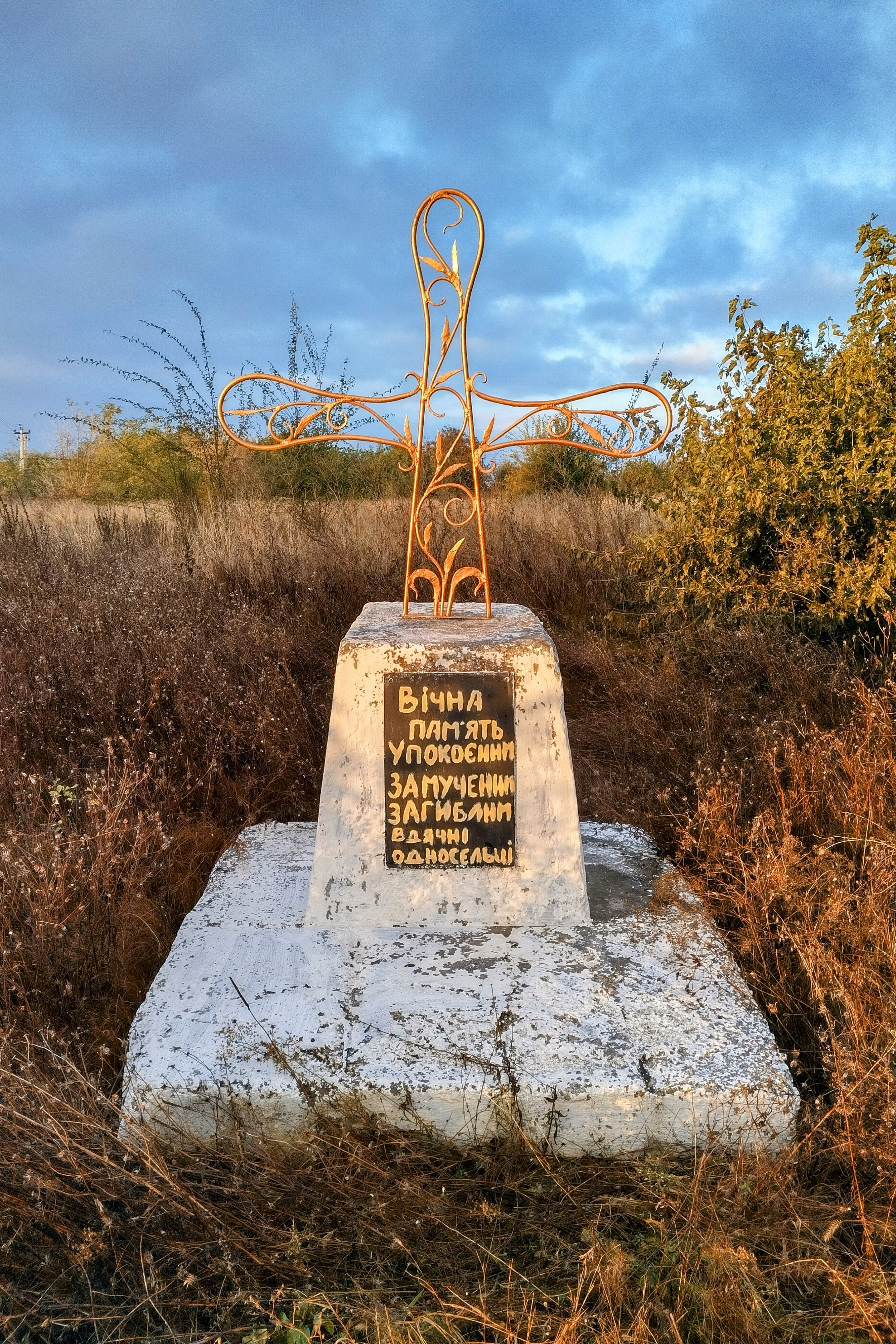
Пам'ятний знак жертвам Голодомору